# 異鰭魚
異鰭魚為輻鰭魚綱鯨頭魚目奇鰭魚科異鰭魚屬的其中一種，分布於東大西洋的亞速群島海域，屬深海魚類，體長可達5.5公分。